# Ha Jae-sook
Ha Jae-sook (sinh ngày 07 tháng 1 năm 1979) là một nữ diễn viên Hàn Quốc. Cô đã bỏ học tại Hankuk Đại học Ngoại để theo đuổi sự nghiệp diễn xuất, và xuất hiện lần đầu tiên trong năm 2000. Sau nhiều năm đứng trên sân khấu, lần đầu tiên cô xuất hiện trên màn hình trong năm 2006 là một pro - đô vật trong Alone in Love. Cô đã tiếp tục đóng vai trò hỗ trợ trong các bộ phim truyền hình, đặc biệt là người bạn thân của nhân vật nữ chính trong Protect the Boss (2011), và một người vợ thừa cân phải trải qua phẫu thuật thẩm mỹ sâu rộng trong đời của một Beauty (2014).

## Các Phim Đã Đóng

### Television series
| Năm  | Phim                                  | Vai                            | Đài          |
| ---- | ------------------------------------- | ------------------------------ | ------------ |
| 2006 | Alone in Love                         | Na Yoo-ri                      | SBS          |
| 2006 | How Much Love?                        | Ah-ra                          | MBC          |
| 2006 | Drama City "The Stars Shine Brightly" | Kang Chang-sook                | KBS2         |
| 2007 | Chosun Police                         | Neung-geom                     | MBC Dramanet |
| 2008 | Women of the Sun                      | Park Yong-ja                   | KBS2         |
| 2008 | Chosun Police 2                       | Neung-geom                     | MBC Dramanet |
| 2009 | My Too Perfect Sons                   | Jo Mi-ran                      | KBS2         |
| 2010 | Pasta                                 | Lee Hee-joo                    | MBC          |
| 2011 | I Believe in Love                     | Kim Chul-sook                  | KBS2         |
| 2011 | Protect the Boss                      | Lee Myung-ran                  | SBS          |
| 2011 | Lights and Shadows                    | Lee Kyung-sook                 | MBC          |
| 2012 | Yellow Boots                          | Kim Young-soon                 | tvN          |
| 2013 | Childless Comfort                     | Sun-hwa (guest)                | jTBC         |
| 2013 | One Well-Raised Daughter              | Jang Ha-myung                  | SBS          |
| 2013 | Thrice Married Woman                  | Heodang fortune teller (guest) | SBS          |
| 2014 | Drama Special "Illegal Parking"[3]    | Oh Mal-sook                    | KBS2         |
| 2014 | Birth of a Beauty                     | Sa Geum-ran                    | SBS          |
| 2015 | My Heart Twinkle Twinkle[4]           | Chun Eun-bi                    | SBS          |

### Film
| Năm  | Phim             | Vai                              |
| ---- | ---------------- | -------------------------------- |
| 2010 | The House[5]     | Hee-joo (voice)                  |
| 2012 | Miss Conspirator | Young-shim                       |
| 2014 | The Plan Man[6]  | Lethargic woman at group session |

## Theater
| Năm  | Phim                         | Vai   |
| ---- | ---------------------------- | ----- |
| 2000 | Don't Ask Me About the Past  |       |
|      | The Wizard of Oz             |       |
| 2001 | 신춘문예해외단막선           |       |
| 2001 | Scripture, Culture - Daejeon |       |
| 2001 | Queen Esther                 |       |
| 2002 | Turandot                     |       |
| 2003 | Songshan Nights              |       |
| 2004 | Tunnel                       |       |
| 2004 | Padam Padam Padam            |       |
| 2005 | Man of the Moment            |       |
| 2005 | New Boeing-Boeing            |       |
| 2005 | Can't Pay? Won't Pay!        |       |
| 2006 | The Good Body                |       |
| 2008 | Jumderella[7]                | Madam |